# Henk van der Wal (atleet)
Hendrik Jacob (Henk) van der Wal (Rotterdam, 20 augustus 1886 – aldaar, 4 augustus 1982) was een Nederlandse atleet, die zich had toegelegd op de sprint en de middellange afstand. Hij nam eenmaal deel aan de Olympische Spelen.

## Loopbaan
Van der Wal vertegenwoordigde Nederland op de Olympische Spelen van Londen in 1908. In de series voor de 200 m werd hij in de tweede serie met een derde plaats uitgeschakeld. Op de 400 m kwam hij eveneens niet verder dan de series; in de veertiende serie werd hij vierde en laatste. Ook op de 800 m haalde hij de finale niet, omdat hij zijn race voortijdig beëindigde.
Medailles waren er voor Van der Wal in Londen dus niet weggelegd, maar de plaquette die na afloop ter herinnering aan alle deelnemers werd uitgereikt, koesterde hij lange tijd. Totdat hij op 27 november 1967 tijdens de befaamde 24-uursactie Open het Dorp van Mies Bouwman op TV werd geïnspireerd door zwemster Rie Mastenbroek, die haar op de Olympische Spelen van 1936 gewonnen gouden medaille aan de actie schonk. Van der Wal griste de plaquette van de muur, trok zijn loopschoenen aan en liep naar zijn zeggen in "negen en een half uur en vijf minuten en dat is een wereldrecord" van de Stokroosstraat in het Rotterdamse Charlois naar de Amsterdamse RAI.
Henk van der Wal had een brede belangstelling voor sport, waarvan hij naast de atletieksport ook diverse andere onderdelen zelf heeft beoefend, zoals wielrennen, zwemmen en boksen. Daarnaast was wandelen zijn grote hobby. Hierin bleef hij tot op hoge leeftijd actief. In 1971 was hij de oudste deelnemer aan de Vierdaagse van Nijmegen. In zijn leven heeft hij meer dan 10.000 km wandelend afgelegd. Van der Wal schreef een groot deel van zijn successen toe aan zijn tuba, die hij vele jaren achtereen bespeelde. "Want daarvan (...) krijg je geweldig sterke longen."
Henk van der Wal, die lid was van het Rotterdamse Pro Patria en tijdens zijn actieve werkleven de kost verdiende als havenwerker in Rotterdam, bereikte de respectabele leeftijd van 95 jaar.